# Guerrero Negro
Guerrero Negro (spanisch für „schwarzer Krieger“) ist eine mexikanische Stadt mit rund 13.000 Einwohnern (Zensus 2010) im Bundesstaat Baja California Sur, etwa zwei Kilometer südlich der Grenze zum Bundesstaat Baja California direkt an der mexikanischen Bundesstraße 1. 
Guerrero Negro gehört verwaltungstechnisch als größte Stadt zum Municipio Mulegé.
Auffällig am Stadtbild ist, dass das Zentrum (Centro) zur Gänze im Südwesten der Neustadt (Nuevo Guerrero Negro) mit den überwiegend rechtwinklig zueinander verlaufenden Straßen liegt. Verkehrsberuhigt verläuft die Bundesstraße 1 am östlichen Stadtrand und der Hauptzubringer zum Zentrum bildet den südlichen Neustadtrand. Nördlich des Zentrums und westlich der Neustadt liegt ein Fußballstadion.

## Geografie
Guerrero Negro liegt auf etwa neun Metern über Meereshöhe im nördlichen Ausläufer der Vizcaíno-Wüste und grenzt an das Schutzgebiet Reserva de la Biósfera El Vizcaíno der pazifischen Bucht Bahía de Sebastián Vizcaíno, seit 1993 UNESCO-Welterbe.

## Name
Guerrero Negro – spanisch für „schwarzer Krieger“ – leitet sich von einem US-amerikanischen Walfangschiff aus Boston namens Black Warrior ab, das 1858 hier in Guerrero Negro voll beladen strandete.

## Industrie
Meersalzgewinnung durch Verdunstung und Kristallisation von Meerwasser: Mit rund neun Millionen Tonnen Jahresproduktion in den 33.000 Hektar großen Auffangbecken ist diese Saline (eine Aktiengesellschaft) die weltweit größte. Sie wurde 1957 von dem US-Amerikaner Daniel K. Ludwig (Nummer 1 in der ersten Forbes-Liste der 400 reichsten Amerikaner von 1982) an den Ufern der Laguna Ojo de Liebre gegründet und bietet inzwischen Arbeit für über tausend Menschen. Ihre Gründung führte gleichzeitig zur Entstehung der Stadt Guerrero Negro. Seit 1973 gehört sie zu 51 % dem mexikanischen Staat, die restlichen 49 % hält Mitsubishi.

## Ökologie
Die südwestlich gelegene Laguna Ojo de Liebre („Auge des Hasen“) ist Teil des Biosphärenreservats Vizcaíno. Dieses UNESCO-Welterbe ist das größte Schutzgebiet Mexikos und ein wichtiges Walschutzgebiet für den nordpazifischen Grauwal. Die Wale wandern zwischen ihren winterlichen Aufwuchsgebieten in den Lagunen und ihren sommerlichen Nahrungsgründen in der Tschuktschen-, Beaufort- und Beringsee.
Aus der Sole der Meersalzgewinnungsbecken der Saline in Guerrero Negro wurde die halophile (salzliebende) Archaeenart Haloarcula californiae (Referenzstamm BJGN-2, GN = Guerrero Negro) isoliert.

## Verkehr
Flughafen: Zur verkehrstechnisch schnelleren Erreichbarkeit wurde neben der Bundesstraße 1 etwa sechs Kilometer nördlich der Stadt ein öffentlicher Flughafen mit 2200 m langer asphaltierter Landebahn gebaut. Der IATA-Flughafencode lautet GUB.

## Tourismus
Zwischen Januar und März kommen besonders viele Touristen, um in der Lagune den Grauwalen zuzusehen, die hierher zum Kalben kommen. Jeweils in der ersten Februarhälfte wird in der Stadt das große Fest der alljährlichen Grauwalankunft gefeiert. Whale Watching statt Walfang ist nun die Devise.
Weitere Sehenswürdigkeiten sind das Mündungsgebiet und die Sümpfe, wo über 200 verschiedene Arten von Vögeln leben, die Höhlen in der Sierra de San Francisquito, über 300 prähistorische Petroglyphen sowie die Inseln und Buchten nahe Guerrero Negro und schließlich die Salzgewinnung mit den riesigen weißen Meersalzgewinnungsbecken.